# NCIS: ハワイ シーズン3
アメリカのポリスプロシーデュラルテレビドラマ『NCIS: ハワイ』の最終シーズンとなるシーズン3は2023-24年テレビシーズンにCBSで2024年2月12日から2024年5月6日まで放送された。
このシーズンでは全10話が制作された。
2024年4月26日にCBSは3シーズンを持ってシリーズを打ち切った。CBSによれば、この打ち切りは財務コスト、視聴率および2024-25シーズンのネットワークのラインナップが要因としている。
『NCIS: ハワイ』シーズン3は平均778万人の視聴者によって16位にランキングされた。

## 登場人物と配役

### メイン
ジェーン・テナント
演 - ヴァネッサ・ラシェイ
NCISの特別捜査官で、ハワイ支局の初めての女性のチームリーダー
若き日のジェーン・テナント：演 - ロンダ・カハナ
カイ・ホルマン
演 - アレックス・タラント
チームの新人NCIS捜査官で、最近父親の面倒を見るために故郷に戻ってきた
ジェス・ブーン
演 - ノア・ミルズ
テナントの腹心で副官。元ワシントンDCの殺人課刑事で島のハイキングコースをよく知っている
ルーシー・タラ
演 - ヤスミン・アル＝ブスタミ
ハワイ支局の若手現場捜査官。ウィスラーに好意をもたれ、その後恋人となる
アーニー・マリク
演 - ジェイソン・アントゥーン
ハワイ支局のサイバー情報スペシャリスト
キャサリン・マリー・"ケイト"・ウィスラー
演 - トリ・アンダーソン
国防情報局（DIA）で、後に連邦捜査局（FBI）特別捜査官でNCIS-FBIリエゾン。タラの好意の相手で後に恋人となる

### 特別ゲスト
サム・ハンナ
演 - LL・クール・J
ロサンゼルス支局OSP特別捜査官現場対応チーム上級捜査官、OSP副官

### ゲスト
アレックス・テナント
演 - キアン・タラン（シーズン1-2、シーズン3にゲスト出演）
ジェーンの長子
ジョン・スイフト
演 - ヘンリー・イアン・キュージック
NCIS主任特別捜査官、スペシャルプロジェクトオフィスのメンバー

## エピソード
| 通算 話数 | シーズン 話数 | タイトル                                    | 監督                   | 脚本                                                                 | 放送日        | 製作 番号 | U.S.視聴者数 (百万人) |
| --- | ------------- | ------------------------------------------- | ---------------------- | -------------------------------------------------------------------- | ------------- | --------- | --------------------- |
| 45 | 1             | "逃走の果ての銃弾" "Run and Gun"            | ティム・アンドリュー   | ジャン・ナッシュ & クリストファー・シルバー                          | 2024年2月12日 | HAW301    | 5.56                  |
| （前編）健康診断と精神鑑定をパスして職場に復帰したジェーンは、チームとともにある男の死を捜査し、やがて最終的に、連邦保安官のデータベースの侵害が発覚し、証人保護プログラムの目撃者リストが流出してダーク ウェブ上に公開されたことが判明する。一方、ロサンゼルスのOSPのサム・ハンナは、最近の出来事と友人チャーリー1の殺害に対処しようとするジェーンを支援する。 |               |                                             |                        |                                                                      |               |           |                       |
| 46 | 2             | "クラッシュ＆バーン" "Crash and Burn"       | ティム・アンドリュー   | ジャン・ナッシュ & Christopher Silber                                | 2024年2月19日 | HAW302    | 5.22                  |
| （後編）囚人護送機の墜落事故を受け、NCISチームは島に逃げ込んだ囚人を見つけなければならない。逮捕の間、サム・ハンナとテナントはスウィフトから、生物兵器製造者で「化学者」として知られる有名なロシア人囚人を見つけるよう指示される。 |               |                                             |                        |                                                                      |               |           |                       |
| 47 | 3             | "スリルの免状" "License to Thrill"          | クリスティン・ムーア   | ロン・マッギー & エイミー・ラトバーグ                                | 2024年2月26日 | HAW303    | 5.40                  |
| 海軍連邦信用金庫の強盗が白昼に発生し、チームはアドレナリンを求める窃盗団の捜索にあたる。ジェーンはサムがハワイに来た理由についてますます疑念を抱くようになる。 |               |                                             |                        |                                                                      |               |           |                       |
| 48 | 4             | "楽園のホテル殺人" "Dead on Arrival"        | ラリー・テン           | ヤールン・トゥ & ノア・エヴスリン                                    | 2024年3月4日  | HAW304    | 5.40                  |
| チームは、地元の軍の保養施設で殺害されているのが発見された海軍パイロットを調査する。ルーシーとケイトは、文字通り公衆の面前で活動している犯罪組織の首謀者を見つけるために潜入捜査を行う。一方、サムがハワイに留まり続けることにジェシーは苛立ち始め、疎外感を感じ始める。                                                                                        |               |                                             |                        |                                                                      |               |           |                       |
| 49 | 5             | "忠誠と警護" "Serve and Protect"            | ヤンゾム・ブラウエン   | 原案 : マット・ボザック 脚本 : ファロン・オドード & マット・ボザック | 2024年3月25日 | HAW305    | 4.82                  |
| チームは命に関わる秘密を抱えて亡命を計画しているロシアのオリガルヒの娘の護衛任務を負う。一方、サムはテナントに「科学者」を尋問して残りの西部弊機の在処を突き止める手伝いを頼む。 |               |                                             |                        |                                                                      |               |           |                       |
| 50 | 6             | "赤ウサギ作戦" "Operation Red Rabbit"       | レヴァー・バートン     | エイミー・ラトバーグ & マイク・ディアス                              | 2024年4月1日  | HAW306    | 4.98                  |
| 失踪した海軍士官の婚約者がNCISに助けを求めるが、彼の秘密が暴露され、彼女の予想よりずっと深いところまで迫る。一方、サムはカイを訓練仲間として採用する。 |               |                                             |                        |                                                                      |               |           |                       |
| 51 | 7             | "千歩の先へ" "The Next Thousand"            | ダニエラ・ルーア       | マット・ボザック & ジャン・ナッシュ & クリストファー・シルバー       | 2024年4月15日 | HAW307    | 5.40                  |
| 訓練中にビッグアイランドの森で海兵隊員が殺害され、チームは森の奥深くまで容疑者を追跡し、不穏な秘密を発見する。ジェーンは捜索中に脳震盪を起こし、孤立した小屋で謎の人物と遭遇する。 |               |                                             |                        |                                                                      |               |           |                       |
| 52 | 8             | "消えた300万ドル" "Into Thin Air"           | シャーマン・シェルトン | ロン・マッギー & ミーガン・バカラック                                | 2024年4月22日 | HAW308    | 5.12                  |
| 海兵隊員の妻が身代金目的で誘拐され、チームは誘拐犯を追跡しながら暗い秘密を暴き出す (誘拐犯はピエロのマスクをかぶっており、サムのピエロ恐怖症を引き起こす)。一方、サムは重大な結果につながる可能性のある極秘のコンピュータープログラムの解読にアーニーの協力を求める。                                                                                           |               |                                             |                        |                                                                      |               |           |                       |
| 53 | 9             | "こぼれた真実" "Spill the Tea"              | レヴァー・バートン     | ロン・マッギー & ミーガン・バカラック                                | 2024年4月29日 | HAW309    | 5.07                  |
| ハワイにあるNCIS ELITEの秘密施設で「化学者」が殺害され、ジェーンのチームとELITEが協力し、さらに恐ろしい脅威が迫っていることを突き止める。 |               |                                             |                        |                                                                      |               |           |                       |
| 54 | 10            | "バイオテロを阻止せよ" "Divided We Conquer" | クリスティン・ムーア   | ヤールン・トゥ & ミーガン・バカラック                                | 2024年5月6日  | HAW310    | 5.41                  |
| シリーズの最終回では、ELITEチームの大半が死亡した待ち伏せ攻撃の後、ジェーンとチームはフィリピンのテロリストグループとその標的を追跡することになる。 |               |                                             |                        |                                                                      |               |           |                       |

## 製作

### 企画
2023年2月21日、CBSはシーズン3の製作を決定した。
このシーズンの製作は、アメリカ合衆国での全米脚本家組合とSAG-AFTRAのストライキのために遅延した。

### キャスティング
2023年5月22日、『NCIS:LA』のシリーズ最終回に続いて、『NCIS: ハワイ』シーズン3でLL・クール・Jがサム・ハンナ役をゲストとして再演することが発表された。

### 撮影
第3シーズンの撮影は2023年12月4日に始められた。
2024年1月5日、『NCIS:LA』の出演者であるダニエラ・ルーアがこのシーズンのエピソードを演出する予定であることが発表され、のちに第7話「千歩の先へ」であることが明らかにされた。

## 公開
第3シーズンは2024年2月12日から放映された。

## 視聴者数
| No. | タイトル               | 放送日            | レイティング (18–49) | 視聴者数 (百万人) |
| --- | ---------------------- | ----------------- | -------------------- | ----------------- |
| 1   | "逃走の果ての銃弾"     | February 12, 2024 | 0.4/5                | 5.56              |
| 2   | "クラッシュ＆バーン"   | February 19, 2024 | 0.4/5                | 5.22              |
| 3   | "スリルの免状"         | February 26, 2024 | 0.4/5                | 5.40              |
| 4   | "楽園のホテル殺人"     | March 4, 2024     | 0.4/5                | 5.40              |
| 5   | "忠誠と警護"           | March 25, 2024    | 0.3/4                | 4.82              |
| 6   | "赤ウサギ作戦"         | April 1, 2024     | 0.3/4                | 4.98              |
| 7   | "千歩の先へ"           | April 15, 2024    | 0.3/4                | 5.40              |
| 8   | "消えた300万ドル"      | April 22, 2024    | 0.3/4                | 5.12              |
| 9   | "こぼれた真実"         | April 29, 2024    | 0.3/4                | 5.06              |
| 10  | "バイオテロを阻止せよ" | May 6, 2024       | 0.4/4                | 5.41              |